# Фокин, Сергей Леонидович
Серге́й Леони́дович Фо́кин (род. 10 января 1959) — советский и российский литературовед и переводчик. Доктор филологических наук (1998), профессор.

## Биография
Родился в 1959 году в поселке Октябрьский Комсомольского района Ивановской области. Закончил среднюю школу, работал учеником токаря, учился в Тейковской автошколе, после окончания которой работал шофёром самососвала ГАЗ-93 на Октябрьском торфопредприятии, в 1977—1979 служил в Советской Армии. В 1979—1985 годах учился на факультете романо-германской филологии Ивановского государственного университета, работал учителем французского языка в средней школе, после чего был принят на должность ассистента на кафедру иностранных языков Ивановского энергетического института. В 1988—1991 годах прошёл аспирантуру на кафедре истории зарубежной литературы филологического факультета Ленинградского государственного университета (научная школа В. Е. Балахонова). В 1992 году защитил кандидатскую диссертацию по «философскому роману» Альбера Камю. После защиты вернулся на кафедру иностранных языков Ивановского энергетического института. В 1994—1997 годах проходил докторантуру в СПбГУ. В 1994 году выпустил в свет критическую антологию «Танатография Эроса: Жорж Батай и французская мысль XX века». В 1997 году завершил первый русский перевод главного философского труда Жоржа Батая «Внутренний опыт». В 1998 году защитил докторскую диссертацию по творчеству Жоржа Батая и литературе его времени. С этого момента научная деятельность связана с Петербургом.

## Научная деятельность
С 1993 года работает  над переводами на русский язык произведений французских писателей, мыслителей и философов: Ф. Алькье, Р. Антельма, А. Бадью, Ж. Батая, М. Бланшо, Ж. Делёза, Ж. Деррида, М. Лейриса, Ф. Лаку-Лабарта, Ж.-Л. Нанси, М. Мерло-Понти, Ж.-П. Сартра, М. Сюриа и А. Роб-Грийе. В то же время выходят в свет литературоведческие публикации в журналах «Вопросы литературы», «Звезда», «Новое литературное обозрение», «Логос», «Русская литература», «Сеанс», «Синий диван»; в научных изданиях Санкт-Петербургского государственного университета, Московского государственного университета, Воронежского государственного университета, Ивановского государственного университета, Ленинградского государственного университета имени А. С. Пушкина, а также в сборниках научных трудов ряда университетов Франции и французских журналах «Critique» и "Multitudes", в сербских научных изданиях «Стил» и «Третья программа» (тематический выпуск «Русская теоретическая сцена»). Автор более 270 публикаций, зарегистрированных в РИНЦ. Индекс Хирша — 17.

## Педагогическая и административная деятельность в высшей школе
C 1994 года работает в СПбГУЭФ, где в 2000 году был избран на должность профессора. В 2005 −2019 годах занимал должность заведующего организованной им кафедрой романских языков и перевода на факультете гуманитарных наук. С 2019 по наст. время — профессор и научный руководитель кафедры романо-германской филологии и перевода СПБГЭУ
Ответственный редактор периодического сборника междисциплинарных научных трудов «Романский коллегиум» (вышло более 10 выпусков, внесенных в электронную базу РИНЦ-eLibrary), в настоящее время выходит под названием "Романо-германский коллегиум".
В 2002—2017— профессор факультета свободных искусств и наук СПбГУ. Вел курсы по искусству, литературе, философии Франции и студию литературного перевода.

## Конференции
С. Л. Фокин выступил инициатором и организатором ряда научных конференций:
- 1999 — Литературный авангард в политической истории XX века
- 2001 — Образ России во французской литературе XX века
- 2005 — Жан-Поль Сартр в настоящем времени. Санкт-Петербург. 8-9 июня. Организована при участии: Смольный институт свободных искусств и наук Санкт-Петербургского государственного университета, кафедра романских языков и перевода Санкт-петербургского государственного университета экономики и финансов, при поддержке Французского института в Санкт-Петербурге и Посольства Французской Республики в Российской Федерации.
- 2008 — 21-22 апреля. Санкт-Петербург. Международная конференция Шарль Бодлер и Вальтер Беньямин: Эстетика и Политика. Проведена при участии: Институт русской литературы (Пушкинский Дом) РАН, программа «Французские исследования» Смольный институт свободных искусств и наук Санкт-петербургского государственного университета, кафедра романских языков и перевода Санкт-петербургского государственного университета экономики и финансов, Австрийская библиотека в Санкт-Петербурге, при поддержке Французского института в Санкт-Петербурге и Посольства Французской Республики в Российской Федерации. Ссылка на программу: http://pushkinskijdom.ru/nauchnaya-zhizn/konferentsii/konferentsii-2008/sharl-bodler-i-valter-benyamin-estetika-i-politika/
- 2011 — 10-11 ноября. Санкт-Петербург. Коллоквиум по русско-французским исследованиям «Французская идея Достоевского/ L’Invention française de Dostoïevski». Организован при участии: Кафедра романских языков и перевода СПбГУЭФ, Кафедра истории зарубежных литератур СПбГУ, ИРЛИ РАН. Ссылка на программу: https://bogoslov.ru/event/2209032
- 2011 — 27-28 мая. Санкт-Петербург. История и философия перевода в России и Франции в 20 веке. Франко-российская конференция. Организована при участии: Санкт-Петербургский государственный университет экономики и финансов (Кафедра романских языков и перевода, Кафедра французского и восточных языков), при поддержке Центра франко-российских исследований в Москве,Французского института в Санкт-Петербурге и Французского университетского колледжа в Санкт-Петербурге. Ссылка на программу: https://gruzdov.livejournal.com/464766.html
- 2013 — 28-30 мая. Санкт-Петербург. В партнерстве с А. П. Ураковой (ИМЛИ РАН). Первая международная конференция по компаративным исследованиям национальных культур «Эдгар По, Шарль Бодлер, Федор Достоевский и проблема национального гения: аналогии, генеалогии, филиации идей». Организована при участии: Организована при участии: факультет свободных искусств и наук СПбГУ, Санкт-Петербургский государственный университет экономики и финансов (кафедра романских языков и перевода), Французский университетский колледж СПбГУ, ИМЛИ РАН Ссылка на программу: https://artesliberales.spbu.ru/ru/calendar/edgar-po-sharl-bodler-fedor-dostoevskiy-i-problema-nacionalnogo-geniya
- 2 декабря. Санкт-Петербург. В партнерстве с Е. Д. Гальцовй (ИМЛИ РАН). Вторая международная конференция по компаративным исследованиям национальных культур «Альбер Камю и Россия». Организована при участии: факультет свободных искусств и наук СПбГУ, Санкт-Петербургский государственный университет экономики и финансов (кафедра романских языков и перевода), ИМЛИ РАН, ИРЛИ РАН, Французский университетский колледж СПбГУ. Ссылка на программу: https://artesliberales.spbu.ru/ru/calendar/alber-kamyu-i-rossiya
- 2014. 27-28 мая. Санкт-Петербург. Третья международная конференция по компаративным исследованиям национальных языков и культур «Декаданс в Европе: слова и вещи». Организована при участии: факультет свободных искусств и наук СПбГУ, Санкт-Петербургский государственный университет экономики и финансов (кафедра романских языков и перевода), Французский университетский колледж СПбГУ. Ссылка на программу: https://artesliberales.spbu.ru/ru/calendar/dekadans-v-evrope-slova-i-veshchi
- 2015. 25-28 мая. Санкт-Петербург. Четвёртая международная конференция по компаративным исследованиям национальных культур «Фридрих Гельдерлин и идея Европы в литературах Германии, Франции, США и России в XIX—XX веках». Организована при участии: факультет свободных искусств и наук СПбГУ, Санкт-Петербургский государственный университет экономики и финансов (кафедра романских языков и перевода), Французский университетский колледж СПбГУ. Ссылка на программу: https://artesliberales.spbu.ru/ru/calendar/fridrih-gelderlin-i-ideya-evropy-v-literaturah-germanii-francii-ssha-i-rossii
- 2016. Пятая международная конференция по компаративным исследованиям национальных культур «„Московский дневник“ Вальтера Беньямина и хождения западных интеллектуалов по мукам России (XX век)». Организована при участии: факультет свободных искусств и наук СПбГУ, Санкт-Петербургский государственный университет экономики и финансов (кафедра романских языков и перевода), Французский университетский колледж СПбГУ. Ссылка на программу: https://artesliberales.spbu.ru/ru/calendar/moskovskiy-dnevnik-valtera-benyamina-i-hozhdeniya-zapadnyh-intellektualov-po-mukam-rossii

## Научные труды

##### Авторские монографии
- Альбер Камю. Роман. Философия. Жизнь. — СПб.: Алетейя, 1999.
- Философ-вне-себя: Жорж Батай. СПб: Издательство Олега Абышко, 2002 (премия Санкт-Петербургского философского общества)
- Русская идея во французской литературе XX века. СПб.: Издательский дом С.-Петербургского университета, 2003 (премия Леруа-Болье Посольства Франции за лучшую книгу о Франции).
- Савчук, В.В.; Драгомощенко, А.Т.; Фокин, С.Л. Казус философии. Прения. СПб: Издательство Русской христианской гуманитарной академии, 2012.
- Пассажи: этюды о Бодлере. СПб.: Machina, 2011. 224 с.
- Фигуры Достоевского во французской литературе XX века. — научное издание. — СПб.: Издательство Русской христианской гуманитарной академии, 2013. — 396 с. — ISBN 978-5-88812-532-8.
- Гений кривомыслия. Рене Декарт и французская словесность Великого Века. — М.: Новое литературное обозрение, 2023, 304 с.: ил. (Серия «История науки»), премия Санкт-Петербургского философского общества; премия Леруа-Болье Посольства Франции за лучшую книгу о Франции.

#### Инициативные коллективные труды
- Наваждения. К истории «русской идеи» во французской литературе XX века. Материалы российско-французского коллоквиума / Отв. ред. С. Л. Фокин. М.: Наука, 2005.
- Ж.-П. Сартр в настоящем времени. Автобиографизм в литературе, философии и политике. Материалы международной конференции / Отв. ред. С. Л. Фокин. СПб., Издательство Санкт-Петербургского университета, 2006.
- Шарль Бодлер & Вальтер Беньямин. Политика & Поэтика [Текст]: коллективная монография по материалам международного научного симпозиума, состоявшегося 20-21 апреля 2008 года в Институте русской литературе РАН (Пушкинский Дом) в ознаменование 150-летия выхода в свет «Цветов зла» / [ Сергей Зенкин и др.]; отв. ред. С. Л. Фокин. М.: Новое литературное обозрение, 2015. — 330 с.
- По, Бодлер, Достоевский. Блеск и нищета национального гения / Ред.-сост. А. Уракова, С. Фокин. М.: Новое литературное обозрение, 2017. — 496 с.
- Фридрих Гёльдерлин и идея Европы: Коллективная монография по материалам IV Международной конференции по компаративным исследованиям национальных языков и культур / Под ред. С. Л. Фокина. — СПб.: Платоновское философское общество, 2017. — 427 с.
- Достоевский во Франции : защита и прославление русского гения, 1942-2021 / С. Фокин, О. Е. Волчек, Л. А. Дмитриева [и др.] ; под редакцией С. Л. Фокина. Москва : Новое литературное обозрение, 2022. - 427 с..

#### Тематические выпуски и блоки журналов
- Логос 2011. № 5-6 (84). Перевод философии / Философия перевода. Ссылка: http://logosjournal.ru/cgi-bin/arch.pl?action=show&id=30&lang=ru
- Логос 2018. № 1 (122). Вальтер Беньямин. Ссылка: http://logosjournal.ru/cgi-bin/arch.pl?action=show&id=98&lang=ru
- Логос. 2019. № 6 (133).HOMO OECONOMICUS. Ссылка: http://logosjournal.ru/cgi-bin/arch.pl?action=show&id=110&lang=ru
- Новое литературное обозрение 2019. № 6. ОПЫТЫ ЛИТЕРАТУРНО-ЭКОНОМИЧЕСКОЙ АНТРОПОЛОГИИ. В соавторстве с А. П. Ураковой. Ссылка: https://www.nlobooks.ru/magazines/novoe_literaturnoe_obozrenie/160_nlo_6_2019/

## Переводы
- Танатография Эроса: Жорж Батай и французская мысль середины XX век / Пер., сост., коммент. С. Л. Фокина. СПб.: Мифрил, 1994. — 346 с.
- Делёз, Жиль. Ницше/ Перевод с французского, послесловие и коммент. С. Л. Фокина. СПб.: Аксиома, Кольна, 1997.
- Батай, Жорж. Внутренний опыт / Пер. с франц., послесловие и комментарии С. Л. Фокина. СПб.: Аксиома, Мифрил, 1997. 336 с.
- Сюриа, Мишель. Деньги. Крушение политики/ Пер. с фр. О. Е. Волчек и С. Л. Фокина. — СПб.: Наука, 2001.
- Лейрис, Мишель. Возраст мужчины / Мишель Лейрис; С предисл. авт. О литературе, рассматриваемой как тавромахия; Пер. с фр. О. Е. Волчек и С. Л. Фокина. — СПб.: Наука, 2002. — 255, [1] с.
- Лаку-Лабарт, Филипп, Жан-Люк Нанси,Жан-Люк. Нацистский миф / Пер. с фр. С. Л. Фокина. — СПб.: Фонд Ун-т : Владимир Даль, 2002 (Обл. тип.). — 77, [2] с.
- Сартр, Жан Поль. Дневники странной войны, сентябрь 1939-март 1940 /Предисл. и примеч. А. Э. Сартр; Пер. с фр. О. Волчек и С. Фокина. — СПб.: Владимир Даль, 2002. — 812, [2] с., портр.; 21 см. — (Дневники XX века).
- Роб-Грийе, Ален. Резинки: Роман / Пер. с фр. О. Е. Волчек, С. Л. Фокина. — СПб.: Изд-во О. Абышко, 2003.
- Бадью, Ален. Обстоятельства, 4. Что именует имя Саркози? / Сост., пер. с фр. [и примеч.] С. Л. Фокина. Санкт-Петербург : Академия исследования культуры, 2008. — 190, с
- Пруст, Марсель. Таинственный корреспондент. Новеллы. М.: Текст, 2021. Перевод с французского и комментарии С. Л. Фокина.

## Награды
- Почётное звание «Почётный работник сферы образования Российской Федерации» (2022);
- Почетная грамота Министерства науки и образования Российской Федерации.